# Bernhard Frankenhaeuser
Carl Bernhard Frankenhaeuser, född 26 mars 1915 i Borgå, död 21 november 1994 i Saltsjöbaden, var en finländsk-svensk läkare. Han ingick 1946 äktenskap med Marianne von Wright.
Frankenhaeuser blev medicine licentiat från Helsingfors universitet 1946. Han flyttade med Ragnar Granits forskargrupp till Karolinska Institutet i Stockholm, blev medicine doktor där 1949, docent i neurofysiologi där samma år, var forskardocent 1957–1962, innehade forskartjänst vid Statens medicinska forskningsråd 1963–1965, var professor i fysiologi vid Umeå universitet 1965–1967 och i neurofysiologi vid Karolinska Institutet 1967–1981. Han var föreståndare för medicinska Nobelinstitutets neurofysiologiska avdelning 1967–1981. Han var ledamot av kommunalfullmäktige i Saltsjöbadens köping 1970 och kommunfullmäktige i Nacka kommun 1971–1979. Han författade skrifter i neurofysiologiska ämnen. 